# 돈다촌
돈다촌(富田村)은 와카야마현 니시무로군에 있던 촌이다. 현재의 시라하마정의 북서부에 해당한다.

## 역사
- 1956년 9월 30일 - 히가시톤다촌, 기타톤다촌이 합병해 니시무로군 돈다촌이 성립하였다.
- 1958년 7월 1일 - 시라하마정에 편입되었다.

## 교통

### 철도
- 일본국유철도
  - 기세이 본선

### 도로
- 국도 제170호선 (현・국도 제42호선)